# Rede nacional de rádio e televisão
A rede nacional de rádio e televisão, ou cadeia nacional de rádio e televisão, é o instrumento pelo qual chefes dos três poderes da República, ministros de Estado e presidentes de tribunais superiores (STF e TSE) realizam pronunciamentos à nação brasileira. Ela é regulada pelo decreto nº 84.181 de 12 de agosto de 1979, do ex-presidente João Figueiredo. A formação da rede deve ser convocada pela Secretaria de Governo da Presidência da República para pronunciamentos dessas autoridades através do envio de um ofício à Empresa Brasil de Comunicação (EBC), responsável pela gravação e transmissão dessas mensagens.
As emissoras de sinal aberto de rádio e televisão são obrigadas à retransmitir ao vivo gratuitamente esses pronunciamentos, interrompendo sua programação temporariamente. O sinal deve ser captado preferencialmente do satélite Amazonas 3, conexão à Embratel, fibra óptica da EBC em Brasília, sinal da TV Brasil para TVs por assinatura ou do sinal da TV Brasil no satélite Star One C2, respectivamente.

## Convocações
A rede nacional é convocada em diferentes ocasiões, como na realização de eleições, do Exame Nacional do Ensino Médio, encaminhamento de projetos importantes ao Congresso Nacional ou em datas comemorativas, como o dia da Proclamação da República e o Natal.
| Autoridade           | Tipo                      | Data                    | Assunto                                                      |
| -------------------- | ------------------------- | ----------------------- | ------------------------------------------------------------ |
| Jair Bolsonaro       | Presidente da República   | 24 de dezembro de 2020  | Pronunciamento de Natal                                      |
| Luís Roberto Barroso | Presidente do TSE         | 28 de novembro de 2020  | 2º turno das eleições municipais no Brasil em 2020           |
| Luís Roberto Barroso | Presidente do TSE         | 14 de novembro de 2020  | 1º turno das eleições municipais no Brasil em 2020           |
| Luís Roberto Barroso | Presidente do TSE         | 26 de setembro de 2020  | Eleições municipais no Brasil em 2020                        |
| Jair Bolsonaro       | Presidente da República   | 7 de setembro de 2020   | Dia da Independência                                         |
| Jair Bolsonaro       | Presidente da República   | 8 de abril de 2020      | Coronavírus no Brasil                                        |
| Jair Bolsonaro       | Presidente da República   | 31 de março de 2020     | Ações tomadas frente ao coronavírus                          |
| Jair Bolsonaro       | Presidente da República   | 24 de março de 2020     | Pedido de tranquilização quanto ao coronavírus               |
| Jair Bolsonaro       | Presidente da República   | 12 de março de 2020     | Coronavírus e desaconselhamento de manifestações             |
| Jair Bolsonaro       | Presidente da República   | 6 de março de 2020      | Coronavírus no Brasil                                        |
| Jair Bolsonaro       | Presidente da República   | 24 de dezembro de 2019  | Pronunciamento de Natal                                      |
| Abraham Weintraub    | Ministro da Educação      | 9 de novembro de 2019   | 2º dia do Enem                                               |
| Abraham Weintraub    | Ministro da Educação      | 2 de novembro de 2019   | 1º dia do Enem                                               |
| Ricardo Salles       | Ministro do Meio Ambiente | 23 de outubro de 2019   | Incêndios na Amazônia                                        |
| Jair Bolsonaro       | Presidente da República   | 23 de agosto de 2019    | Incêndios na Amazônia                                        |
| Jair Bolsonaro       | Presidente da República   | 1 de maio de 2019       | Dia do Trabalhador (assinatura da MP da Liberdade Econômica) |
| Jair Bolsonaro       | Presidente da República   | 24 de abril de 2019     | Aprovação da Reforma da Previdência na CCJ                   |
| Jair Bolsonaro       | Presidente da República   | 20 de fevereiro de 2019 | Reforma da Previdência                                       |
| Michel Temer         | Presidente da República   | 24 de dezembro de 2018  | Pronunciamento de Natal e despedida do governo               |
| Michel Temer         | Presidente da República   | 15 de novembro de 2018  | Dia da Proclamação da República                              |
| Rossieli Soares      | Ministro da Educação      | 2 de novembro de 2018   | Enem                                                         |
| Rosa Weber           | Presidente do TSE         | 27 de outubro de 2018   | 2º turno das eleições gerais no Brasil em 2018               |
| Rosa Weber           | Presidente do TSE         | 6 de outubro de 2018    | 1º turno das eleições gerais no Brasil em 2018               |
| Michel Temer         | Presidente da República   | 30 de abril de 2018     | Dia do Trabalhador                                           |
| Michel Temer         | Presidente da República   | 20 de abril de 2018     | Defesa do governo                                            |
| Michel Temer         | Presidente da República   | 16 de fevereiro de 2018 | Intervenção federal no Rio de Janeiro                        |
| Michel Temer         | Presidente da República   | 24 de dezembro de 2017  | Pronunciamento de Natal                                      |
| Mendonça Filho       | Ministro da Educação      | 20 de dezembro de 2017  | Homologação da nova BNCC                                     |
| Ronaldo Nogueira     | Ministro do Trabalho      | 10 de novembro de 2017  | Reforma trabalhista                                          |
| Mendonça Filho       | Ministro da Educação      | 3 de novembro de 2017   | Enem                                                         |
| Mendonça Filho       | Ministro da Educação      | 13 de outubro de 2017   | Dia do Professor                                             |
| Michel Temer         | Presidente da República   | 24 de dezembro de 2016  | Pronunciamento de Natal                                      |
| José Sarney          | Presidente da República   | 18 de maio de 1987      | Mandato presidencial                                         |
| José Sarney          | Presidente da República   | 20 de fevereiro de 1987 | Suspensão dos juros da dívida externa                        |
| José Sarney          | Presidente da República   | 24 de dezembro de 1986  | Mensagem de Natal e Ano-Novo                                 |
| José Sarney          | Presidente da República   | 4 de dezembro de 1986   | Plano Cruzado: novas medidas econômicas                      |
| José Sarney          | Presidente da República   | 11 de novembro de 1986  | Eleições de 15 de novembro                                   |
| José Sarney          | Presidente da República   | 1º de maio de 1986      | Dia do Trabalhador                                           |
| José Sarney          | Presidente da República   | 14 de abril de 1986     | Avaliação do Plano Cruzado                                   |
| José Sarney          | Presidente da República   | 28 de fevereiro de 1986 | Lançamento do Plano Cruzado, em reunião do ministério        |
| José Sarney          | Presidente da República   | 22 de julho de 1985     | Panorama geral do país                                       |
| José Sarney          | Presidente da República   | 30 de abril de 1985     | Anúncio do novo salário mínimo                               |
| José Sarney          | Presidente da República   | 21 de abril de 1985     | Morte de Tancredo Neves                                      |